# 訃報 1987年7月
訃報 1987年7月（ふほう 1987ねん7がつ）では、1987年（昭和62年）7月中に物故した、又は物故が報じられた人物についてまとめる。

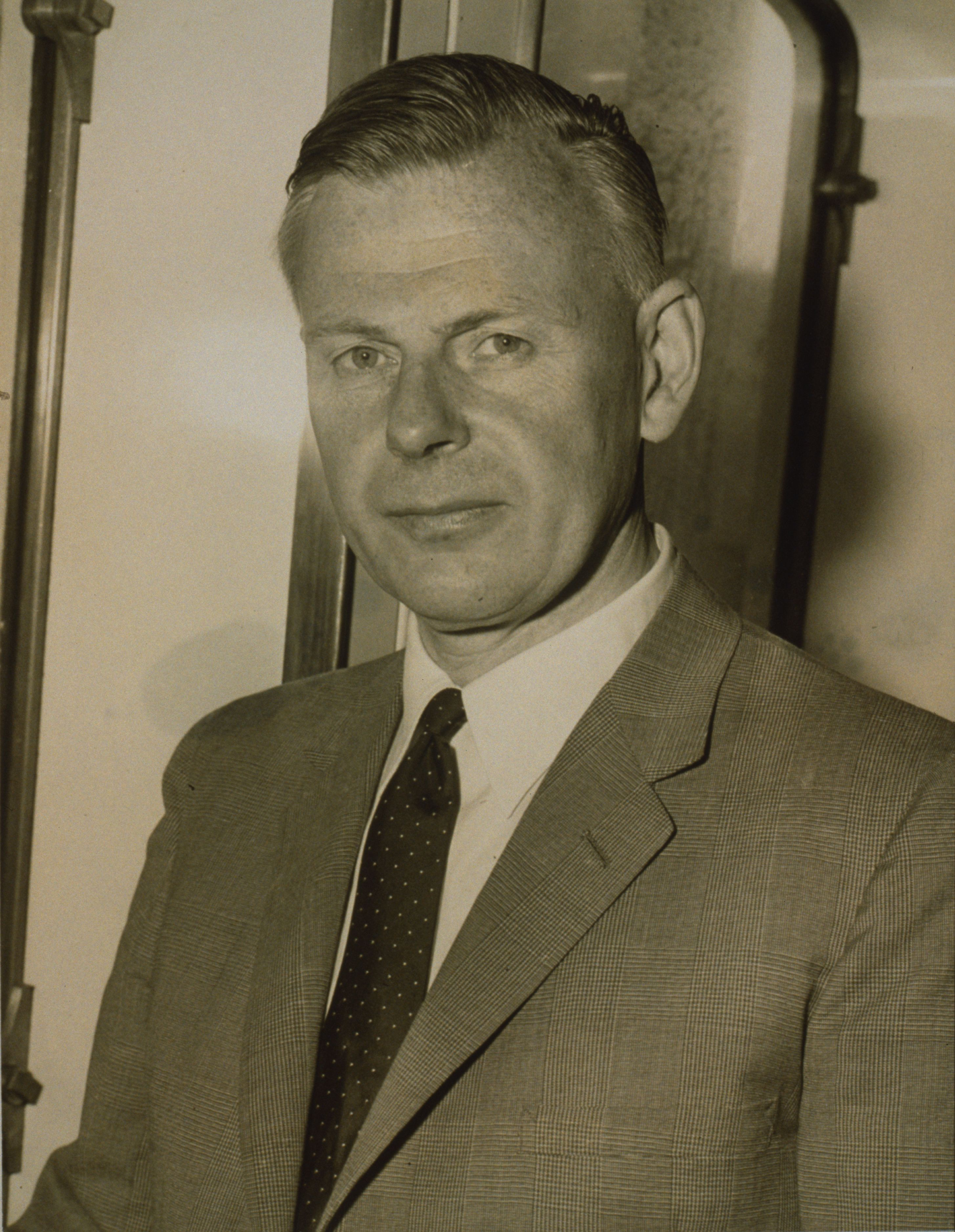
ベンクト・ストレームグレン／7月4日没

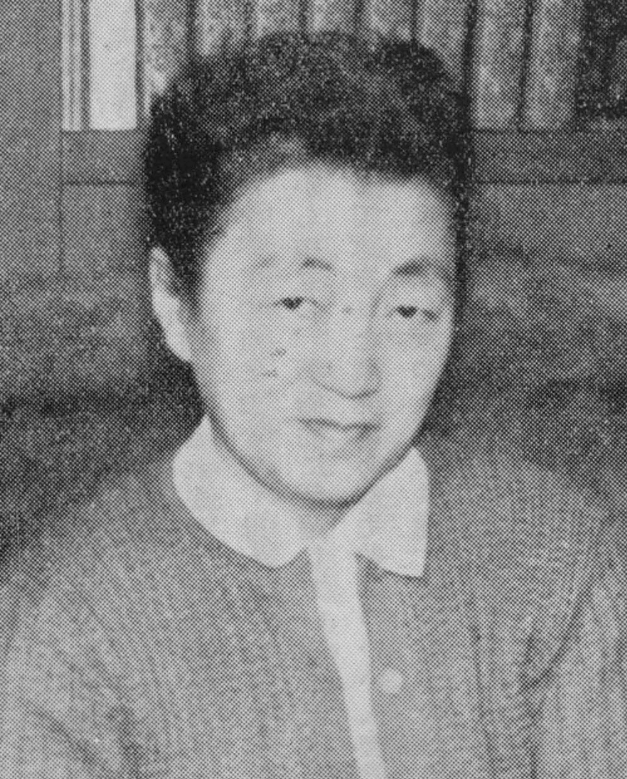
羽仁説子／7月10日没

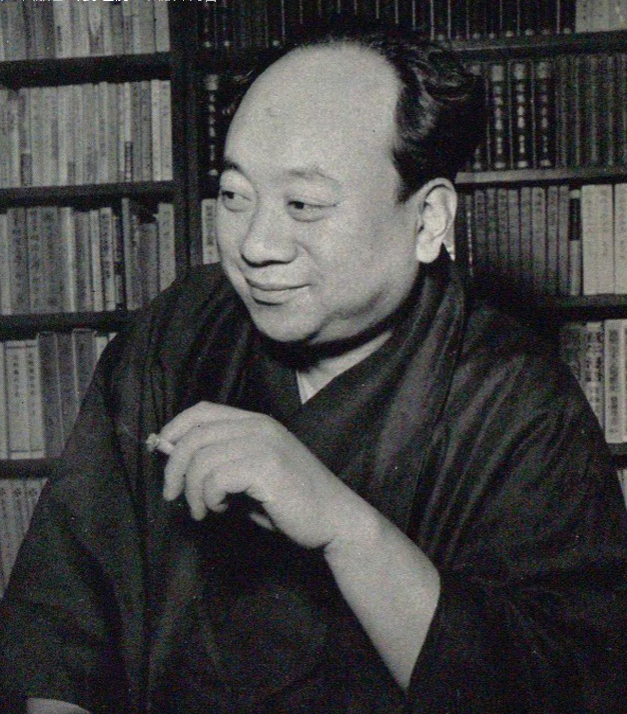
臼井吉見／7月12日没

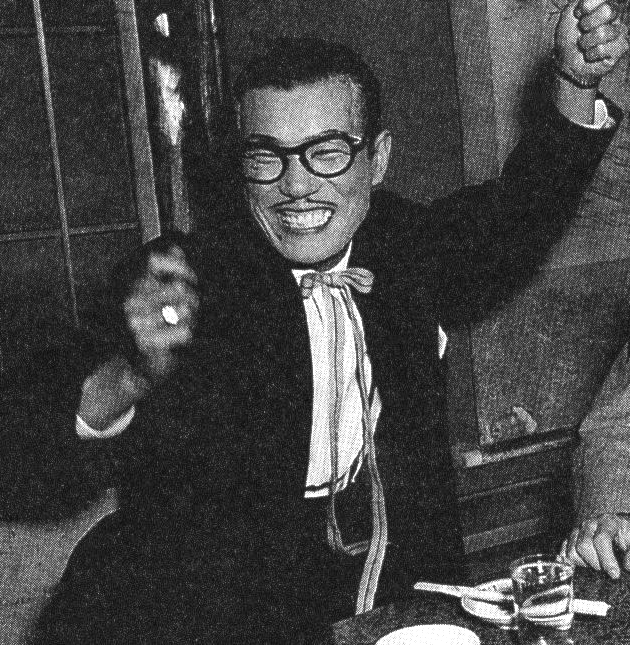
トニー谷／7月16日没

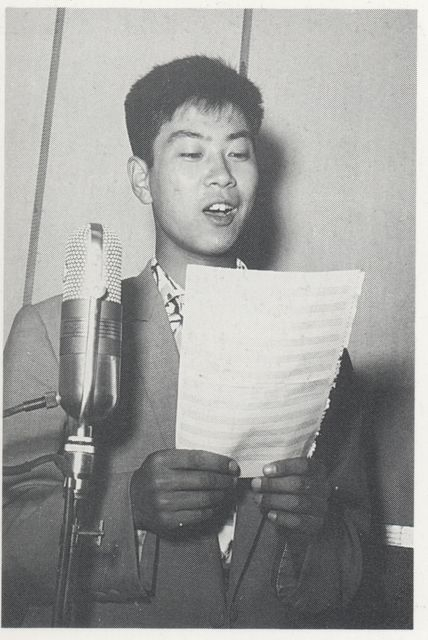
石原裕次郎／7月17日没

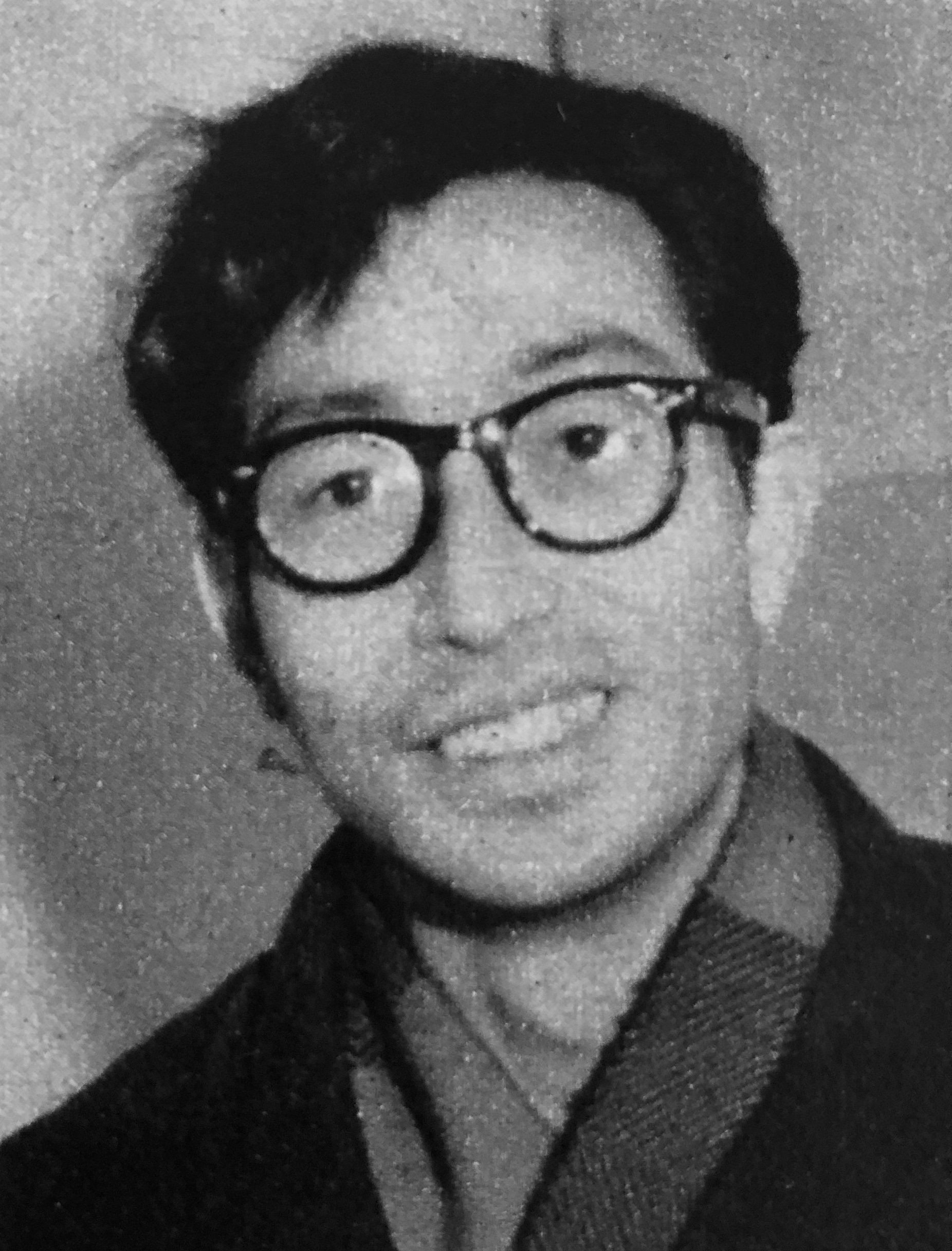
有島一郎／7月20日没

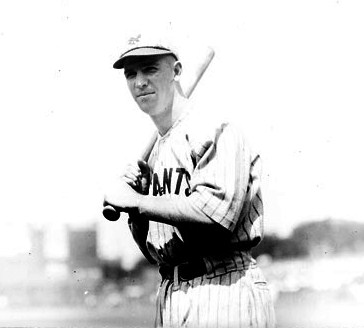
トラビス・ジャクソン／7月27日没

## （1日 - 15日）
- 7月4日 - ベンクト・ストレームグレン[要出典]、天体物理学者（* 1908年）
- 7月6日 - 関谷勝利、実業家、政治家（* 1904年）
- 7月9日 - 千葉敦子、ジャーナリスト（* 1940年）
- 7月10日 - 羽仁説子、教育評論家（* 1903年）
- 7月12日 - 臼井吉見、編集者・評論家（* 1905年）
- 7月15日 - 桜川ぴん助、幇間・漫才師（桜川ぴん助・美代鶴）（* 1897年）
- 7月15日 - 富士正晴、小説家･詩人（* 1913年）

## （16日 - 31日）
- 7月16日 - トニー谷、コメディアン（* 1917年）
- 7月17日 - 石原裕次郎[1]、俳優（* 1934年）
- 7月19日 - 文野朋子、女優（* 1923年）
- 7月20日 - 有島一郎、俳優（* 1916年）
- 7月27日 - トラビス・ジャクソン、メジャーリーガー（* 1903年）
- 7月29日 - 小川善治、元プロ野球選手（* 1924年）